# Franz Borkenau
Franz Borkenau (15 de diciembre de 1900, Viena, Austria - Zúrich, Suiza, 22 de mayo de 1957) fue un ensayista, periodista y universitario austríaco.

## Biografía
Estudiante en la Universidad de Leipzig, sus principales centros de interés fueron el marxismo y el psicoanálisis. En 1921, se afilia al Partido comunista de Alemania (KPD) y actúa como agente del Komintern. En 1924, una vez obtenido su diploma, se instala en Berlín. En 1929, abandona el Partido comunista y el Komintern, asqueado por las formas de actuar de los comunistas. A pesar de esa ruptura, Borkenau sigue comprometido con la izquierda y trabaja en el Instituto de Investigación Social de Fráncfort. Se interesa principalmente en la relación entre el capitalismo y las ideologías. En 1933, Borkenau abandona Alemania cuando Hitler llega al poder al tener orígenes judíos. Vive de forma sucesiva en Viena, París y Panamá.
En septiembre y octubre de 1936, Franz Borkenau visita España y observa los efectos de la Guerra civil en Madrid, Barcelona y Valencia. Durante su estancia, su desilusión con el comunismo aumenta ante la actitud represiva de los agentes del NKVD (la policía política soviética) y del Partido comunista de España (PCE) hacia los anarquistas y el POUM (Partido Obrero de Unificación Marxista). En enero de 1937, en el curso de un segundo viaje por España que incluye una visita a Málaga y a Córdoba (de esta última dirá que es un "edén anarquista" que en muchos aspectos se parece a lo introducido  por los anabaptistas en 1534"), cuando ya es inminente su toma por las tropas italianas que Mussolini ha enviado en apoyo a Franco, y la falta de respuesta del ejército republicano, Borkenau expresa sus críticas sobre el comportamiento de los agentes soviéticos. Es denunciado como discípulo de León Trotski. Borkenau es arrestado e interrogado por miembros del PCE antes de ser liberado. Esta experiencia le inspira su libro más célebre, El reñidero español (Spanish Cockpit, 1937), diario de las vivencias de su viaje por España que fue alabado por Gerald Brenan y cuyas conclusiones aparecen también entre las de Homage to Catalonia (1937) de George Orwell y Ceux de Barcelone de Hanns-Erich Kaminski (Paris, 1937).
Durante la Segunda Guerra Mundial, Borkenau vive en Londres y escribe para la revista Horizon.
En 1947, Borkenau vuelve a Alemania y es profesor en la Universidad de Marburgo. En 1950, participa a la conferencia en Berlín junto a otros intelectuales anticomunistas como Hugh Trevor-Roper, Ignazio Silone, Raymond Aron, Arthur Koestler, Sidney Hook y Melvin J. Lasky que conduce a la fundación del Congreso por la libertad y la cultura. Borkenau fue muy activo en dicha asociación y se convirtió en diana de los ataques de intelectuales marxistas como Isaac Deutscher.
En los años 1950, Borkenau destaca como experto del comunismo y de la Unión Soviética. Usando los métodos de la kremlinología, confronta las declaraciones oficiales soviéticas con el sitio que ocupan los dirigentes en los eventos organizados por el Kremlin para determinar quien estaba bien o mal visto por Stalin en ese momento.
Borkenau también entró en una confrontación intelectual con los trabajos de Arnold Toynbee y Oswald Spengler acerca de la cuestión del ritmo y causas del declive de las civilizaciones. Su último ensayo sobre esa cuestión fue publicado de forma póstuma por su amigo Richard Löwenthal. 
Franz Borkenau falleció en Zúrich de forma repentina en 1957, víctima de un infarto cardíaco.

## Obras

### En español
- El Reñidero español ("Spanish cockpit"), 1937.

### En inglés
- The Transition From the Feudal to the Bourgeois World View, 1934.
- Modern Sociologists: Pareto, Londres, Chapmann & Hall, 1936.
- The Spanish Cockpit: An Eye-Witness Account of the Political and Social Conflicts of the Spanish Civil War, Londres, Faber and Faber, 1937.
- Austria and After, Londres, Faber and Faber, 1938.
- The Communist International, Londres, Faber and Faber, 1938.
- The Totalitarian Enemy, Londres, Faber and Faber, 1940.
- Socialism, National or International, Londres, Routledge, 1942.
- European Communism, New York, Harper, 1953.
- World communism: A History of the Communist International, Ann Arbor, University of Michigan Press, 1962.
- End and Beginning : On the Generations of Cultures and the Origins of the West, editado por Richard Löwenthal, New York, Columbia University Press, 1981.